# Delphinium nacladense
Delphinium nacladense är en ranunkelväxtart som beskrevs av Zapal.. Delphinium nacladense ingår i släktet storriddarsporrar, och familjen ranunkelväxter. Inga underarter finns listade i Catalogue of Life.